# ブラッドレインII
『ブラッドレインII』（BloodRayne II: Deliverance）は、2007年公開のホラー映画。ドイツの資本でカナダで撮影された。アメリカ、ドイツ、日本などではビデオ映画としてDVDが発売され、アラブ、フランスなどでは劇場公開された。監督は ウーヴェ・ボル。『ブラッドレイン』の続編。

## キャスト
※括弧内は日本語吹替
- レイン：ナターシャ・マルテ（樋口あかり）
- ビリー・ザ・キッド：ザック・ウォード（津田健次郎）
- パット・ギャレット：マイケル・パレ（志村知幸）
- ニュートン・パイレス：クリス・コッポラ
- バーテンダー・ボブ：クリス・スペンサー